# Alexandr Charlamov
Alexandr Valerjevič Charlamov (Александр Валерьевич Харламов; * 23. září 1975, Moskva) je bývalý ruský hokejový útočník.

## Hráčská kariéra
S hokejem začínal v rodném městě v týmu CSKA Moskva, kde debutoval v ruské nejvyšší lize v sezóně 1992/1993 kdy za tým odehrál 42 zápasů. V následující sezóně hrával v lize IHL v týmu Russian Penguins ale po dvanácti odehraných zápasech se vrátil zpět do týmu CSKA Moskva kde dohrál sezónu. Poté byl draftován v NHL v roce 1994 v 1. kole (celkově 15.) týmem Washington Capitals. Na následující sezónu 1994/95 zůstal ještě v týmu CSKA Moskva kde odehrál celou sezónu a v mistrovství světa juniorů pomohl vybojovat stříbrné medaile. Po mistrovství světa juniorů odešel do zámoří do farmářského týmu Washington Capitals v Portland Pirates kde strávil dvě sezóny (1995/97) a v následujících dvou sezónách (1997/99) byl poslán do nižší zámořské ligy ECHL do týmu Hampton Roads Admirals kdy s týmem v sezóně 1997/98 vyhrál Kelly Cup a na závěr sezóny přestoupil do ligy WCHL do týmu Bakersfield Condors kde dohrál sezónu a v následujícím ročníku 1999/2000 se vrátil zpět do vlasti do týmu HC Dynamo Moskva kdy týmu pomohl stát se mistrem ruské superligy. Na novou sezónu 2000/01 začal v týmu SKA Petrohrad ve kterém odehrál 14 zápasů základní části, poté se vrátil zpět do mateřského týmu ve kterém odehrál pouhých tři zápasy. Sezónu 2001/02 hrával ruské vyšší lize v týmu Viťaz Čechov ve kterém odehrál 34 zápasů v nichž vstřelil jen jeden gól. Poslední dvě sezóny (2002/04) strávil v týmu SKA Petrohrad kdy v roce 2004 oznámil konec aktivní kariéry.

## Osobní
Jeho otec Valerij Charlamov byl nejlepším sovětským hokejistou.

## Klubová statistika
| Sezóna        | Klub                   | Soutěž        |     | Základní část | Základní část | Základní část | Základní část | Základní část |   | Play off | Play off | Play off | Play off | Play off |
| Sezóna        | Klub                   | Soutěž        | Z   | G             | A             | B             | TM            | Z             | G | A        | B        | TM       |          |          |
| 1992/1993     | CSKA Moskva            | RSL           | 42  | 8             | 4             | 12            | 12            | —             | — | —        | —        | —        |          |          |
| 1993/1994     | Russian Penguins       | IHL           | 12  | 2             | 2             | 4             | 4             | —             | — | —        | —        | —        |          |          |
| 1993/1994     | CSKA Moskva            | RSL           | 46  | 7             | 7             | 14            | 26            | 3             | 1 | 0        | 1        | 2        |          |          |
| 1994/1995     | CSKA Moskva            | RSL           | 45  | 8             | 4             | 12            | 12            | —             | — | —        | —        | —        |          |          |
| 1995/1996     | Portland Pirates       | AHL           | 65  | 14            | 18            | 32            | 35            | 12            | 2 | 3        | 5        | 8        |          |          |
| 1996/1997     | Portland Pirates       | AHL           | 56  | 9             | 15            | 24            | 28            | —             | — | —        | —        | —        |          |          |
| 1997/1998     | Hampton Roads Admirals | ECHL          | 70  | 22            | 14            | 36            | 77            | 20            | 2 | 13       | 15       | 16       |          |          |
| 1998/1999     | Metallurg Novokuzněck  | RSL           | 4   | 0             | 0             | 0             | 2             | —             | — | —        | —        | —        |          |          |
| 1998/1999     | Hampton Roads Admirals | ECHL          | 32  | 5             | 14            | 19            | 25            | —             | — | —        | —        | —        |          |          |
| 1998/1999     | Bakersfield Condors    | WCHL          | 6   | 0             | 2             | 2             | 4             | 4             | 0 | 3        | 3        | 2        |          |          |
| 1999/2000     | Tacoma Sabercats       | WCHL          | 59  | 17            | 24            | 41            | 56            | —             | — | —        | —        | —        |          |          |
| 1999/2000     | HK Dynamo Moskva       | RSL           | 11  | 0             | 1             | 1             | 4             | —             | — | —        | —        | —        |          |          |
| 2000/2001     | SKA Petrohrad          | RSL           | 14  | 2             | 5             | 7             | 4             | —             | — | —        | —        | —        |          |          |
| 2000/2001     | CSKA Moskva            | RSL           | 3   | 0             | 0             | 0             | 0             | —             | — | —        | —        | —        |          |          |
| 2001/2002     | Viťaz Čechov           | RVL           | 34  | 1             | 7             | 8             | 6             | —             | — | —        | —        | —        |          |          |
| 2002/2003     | SKA Petrohrad          | RSL           | 14  | 1             | 5             | 6             | 4             | —             | — | —        | —        | —        |          |          |
| 2003/2004     | SKA Petrohrad          | RSL           | 5   | 0             | 0             | 0             | 0             | —             | — | —        | —        | —        |          |          |
| Celkem v AHL  | Celkem v AHL           | Celkem v AHL  | 121 | 23            | 33            | 56            | 63            | 12            | 2 | 3        | 5        | 8        |          |          |
| Celkem v ECHL | Celkem v ECHL          | Celkem v ECHL | 102 | 27            | 28            | 55            | 102           | 20            | 2 | 13       | 15       | 16       |          |          |
| Celkem v RSL  | Celkem v RSL           | Celkem v RSL  | 184 | 26            | 26            | 52            | 64            | 3             | 1 | 0        | 1        | 2        |          |          |

## Reprezentace
| Rok                       | Tým                       | Soutěž                    | Z  | G | A | B | TM |
| ------------------------- | ------------------------- | ------------------------- | -- | - | - | - | -- |
| 1994                      | Rusko 20                  | MSJ                       | 7  | 4 | 1 | 5 | 4  |
| 1995                      | Rusko 20                  | MSJ                       | 7  | 2 | 2 | 4 | 2  |
| Juniorská kariéra celkově | Juniorská kariéra celkově | Juniorská kariéra celkově | 14 | 6 | 3 | 9 | 6  |